# Delores Gauntlett
Delores Gauntlett (sinh năm 1949) là một nhà thơ người Jamaica, tác phẩm đã xuất hiện trên các tạp chí, tạp chí và tuyển tập.
Giải phóng đôi tay của mình để vỗ tay là Hội đồng phát triển sách quốc gia năm 2000/Giải thưởng một năm của Una Marson. Tập thơ thứ hai của Gauntlett, The Watertank Revisited, được xuất bản năm 2005.